# Барбара Делински
Барбара Делински (на английски: Barbara Delinsky) е американска писателка на бестселъри в жанра романтичен трилър и съвременен любовен роман. В началото на творчеството си е използвала псевдонимите Бони Дрейк и Били Дъглас.

## Биография и творчество
Барбара Рут Грийнбърг е родена на 9 август 1945 г. в Нютън, предградие на Бостън, Масачузетс, САЩ, в семейство на юристи. Майка ѝ умира от рак на гърдата, когато тя е на 8 години. Взема уроци по балет, пиано и флейта. На 15 г. отива на летен лагер в щата Мейн и се влюбва в природата му. На следващото лято кара летни курсове по шофиране и писане, умения които наистина и трябват после в живота. През 1963 г. завършва средното училище в Нютън. През 1967 г. завършва Университета „Тъфтс“ с бакалавърска степен по психология, а през 1969 г. – Бостънския колеж с магистърска степен по социология.
Барбара се жени за Стив Делински, студент по право. След завършването си работи изследовател в „Масачузетската общност за предотвратяване на насилието спрямо деца“. След раждането на първото си дете започва работа като фотограф и репортер за вестник „Белмън Херълд“. Независимо че работи повече като фотограф, тя разбира, че е по-добра в писането.
Използва уменията си в работата и работи в помощ Центъра за борба с рака към Масачузетската болница, като участва и в борда на директорите на организацията на приятелите в негова подкрепа. Става член на ръководния съвет на Националната коалиция за борба с рака. Работи и като съветник на „Дъ ривърс едж“ – студентско издание на „Ривърс Скуул“ в Уестън, Масачузетс.
Става писателка по случайност. След раждането на близнаците им, през 1980 г. Барбара прочита статия за три жени писателки, и решава да опита да реализира въображението си върху хартия. След три месеца проучване, планиране и писане, тя продава първата си книга – „Surrender by Moonlight“, която излиза през 1981 г.
Първоначално пише под два псевдонима за две различни издателства, а от средата на 80-те под собственото си съпружеско име – Барбара Делински.
След първите си стъпки в романтичния жанр тя бързо се ориентира към по-сериозната женска проза. Барбара Делински създава впечатляващи персонажи и силно емоционални истории за брака, ролята на родителите и за приятелството и засяга теми като изневярата, самоубийството сред приятели, синдрома на „празното гнездо“ и борбата за настойнически права над децата.
Книгите ѝ редовно се появяват в най-престижните класации на бестселъри в „Ню Йорк Таймс“, „Уошингтън Поуст“, „Бостън Глоуб“, „Пъблишърс Уикли“ и „Ю Ес Ей Тъдей“. Романите на Барбара Делински са преведени на 25 езика и се продават в над 40 милиона екземпляра по цял свят.
През 1988 г. е получила наградата „РИТА“ за най-добър любовен роман на годината за „Шепот в здрача“. През 1989 г. романът ѝ „Обричане“ получава наградата на рецензентите за най-добър съвременен роман, а романът ѝ „Сърце на нощта“ – за най-добър романтичен трилър.
В края на 90-те успешно преживява рак на гърдата, и в следващите години пише документална книга в подкрепа на жените с това заболяване. Тя е наръчник за практически съвети и оптимистични анекдоти, събрани с помощта на 350 оцелели от рак на гърдата, на техните семейства и приятели. Приходите от книгата отиват изцяло за изследвания в борбата срещу рака.
През 2003 г. романът ѝ „Развод по американски“ е екранизиран в телевизионния филм „A Woman's Place“ с участието на Лотарингия Брако и Мартин Донован.
Барбара Делински живее в Нютън, Масачузетс, заедно със съпруга си, станал известен адвокат, и тримата им сина. Тя пише всеки ден в кабинета си над гаража на дома им.

## Произведения
В България всички романи са издадени под името Барбара Делински.

### Произведения написани под псевдонима Бони Дрейк

#### Романи
- Surrender by Moonlight (1981)
- The Passionate Touch (1981)
- Sweet Ember (1981)
- Чувствено бургундско, Sensuous Burgundy (1981)
- The Ardent Protector (1982)
- Whispered Promise (1982)
- Люляково утро, Lilac Awakening (1982)
- Amber Enchantment (1982)
- Lover from the Sea (1983)
- The Silver Fox (1983)
- Страст и илюзии, Passion and Illusion (1983)
- Диаманти в нощта, Gemstone (1983)
- Moment to Moment (1984)

### Произведения написани под псевдонима Били Дъглас

#### Романи
- Knightly Love (1982)
- Брегове на желанието, Search for a New Dawn (1982)
- Sweet Serenity (1982)
- A Time to Love (1982)
- Beyond Fantasy (1983)
- Нужни са двама, Flip Side of Yesterday (1983)
- Импулсивно решение, An Irresistible Impulse (1983)
- Игра без правила, Fast Courting (1983)
- Невероятна история, The Carpenter's Lady (1983)
- Нежно и красиво, Variation on a Theme (1985)

### Произведения написани като Барбара Делински

#### Самостоятелни романи
- Бронзова загадка, Bronze Mystique (1984)
- Един друг живот, Finger Prints (1984)
- Тайната на камъка, Secret of the Stone (1985)
- Дар на съдбата, Chances Are (1985)
- Магията на древността, First Things First (1985)
- С дъх на жасмин, Jasmine Sorcery (1986)
- Загадки и обещания, Threats and Promises (1986)
- Within Reach (1986)
- Единствен и неповторим, First, Best and Only (1986)
- Гореща вълна, Heat Wave (1987)
- Червенокосият изкусител, Cardinal Rules (1987)
- Шепот в здрача, Twilight Whispers (1987)
- Първичен инстинкт, T.L.C. (1987)
- Обричане, Commitments (1988)
- Живей за мига, Through My Eyes (1989)
- Сърце на нощта, Heart of the Night (1989)
- Ново начало, Montana Man (1989)
- Горчив триумф, Facets (1990)
- Необикновен залог, Having Faith (1990)
- Баща по желание, The Stud (1991)
- Предадена жена, A Woman Betrayed (1991)
- Сълзите на гранита, The Passions of Chelsea Kane (1992)
- Suddenly (1993)
- Повече от приятели, More Than Friends (1993)
- За дъщерите ми, For My Daughters (1994)
- Together Alone (1995)
- Shades of Grace (1996)
- Три желания, Three Wishes (1997)
- Father Figure (1997)
- Развод по американски, A Woman's Place (1997)
- Крайбрежен път, Coast Road (1998)
- Имението, The Vineyard (2000)
- Съседката, The Woman Next Door (2001)
- Да флиртуваш с Пит, Flirting with Pete (2003)
- Лятото на дързостта, The Summer I Dared (2004)
- Скрити истини, Looking for Peyton Place (2005)
- Семейно родословие, Family Tree (2007)
- Тайната между нас, The Secret Between Us (2008)
- Докато сестра ми спи, While My Sister Sleeps (2008)
- Майки и дъщери, Not My Daughter (2010)
- Бягството, Escape (2011)
- The Right Wrong Number (2013)
- Sweet Salt Air (2013)
- Blueprints (2015)
- Before and Again (2018)
- Fulfilment (2018)

#### Серия „Нещо завинаги“ (Something Forever)
1. Нещо по-различно, A Special Something (1984)
2. Вечен инстинкт, The Forever Instinct (1984)

#### Серия „Виктория Лесър“ (Victoria Lesser)
1. Нещата от живота, The Real Thing (1986)
2. Любовен кръстопът, Twelve Across (1987)
3. Единствен цвят, A Single Rose (1987)

#### Серия „Имение „Крослин Райз“ (Crosslyn Rise)
1. Споделена страст, The Dream (1990)
2. Съкровена мечта, The Dream Unfolds (1990)
3. Бурна любов, The Dream Comes True (1990)

#### Серия „Сестрите Блейк“ (Blake Sisters)
1. Езерни новини, Lake News (1999)
2. Случайна жена, An Accidental Woman (2002)

#### Участие в съвместни серии с други писатели

##### Серия „Мъже: Произведено в Америка“ (Men: Made in America)
7. Straight from the Heart: Connecticut (1986)
от серията има още 23 романа от различни автори

##### Серия „Заслепени“ (Bedazzled)
- Откровения, Fulfillment (1988)

от серията има още 3 романа от различни автори

##### Серия „Бунтовници и мошеници“ (Rebels & Rogues)
- Непознатият, The Outsider (1992)

от серията има още 21 романа от различни автори

#### Новели
- Sunlight and Joy (2011)
- Don't Tempt Me (2012)
- Home Fires (2012)
- Pictures of You (2012)
- What the Waves Bring (2012)
- Amber's Embrace (2012)
- Call My Name (2012)
- Hold My Heart (2012)
- Silken Sands (2012)

#### Сборници новели с други писатели
- With This Ring (1991) с Бетани Кембъл, Боби Хътчинсън и Ан Макалистър
- Expecting! (1996) с Рита Клей Естрада и Мишел Рийд
- Forever Yours (1997) с Катрин Коултър и Линда Хауърд
- Heart and Soul (1998) със Стела Камерън и Линда Хауърд
- Summer Lovers (1998) с Елизабет Лоуел и Ан Стюарт
- Heatwave (1998) с Тес Геритсън и Линда Милър
- Dangerous Desires (1999) с Джейн Ан Кренц и Ан Стюарт
- Meant to Be (2001) с Джейн Ан Кренц и Кристин Ролофсон
- Perfect Timing (2001) с Тес Геритсън и Мюриъл Дженсън
- Lost in the Night (2002) с Тара Тейлър Куин и Ан Стюарт
- In Too Deep (2003) със Стефани Бонд
- Family Passions (2004) с Тес Геритсън и Джейн Ан Кренц

#### Документалистика
- Uplift: Secrets from the Sisterhood of Breast Cancer Survivors (2001)
- Does A Lobsterman Wear Pants? (2005)